# Eteoryctis picrasmae
Eteoryctis picrasmae là một loài bướm đêm thuộc họ Gracillariidae. Nó được tìm thấy ở Nhật Bản (Hokkaidō, Honshū).
Sải cánh dài 7.6–10 mm.
Ấu trùng ăn Picrasma quassioides. Chúng ăn lá nơi chúng làm tổ.